# Scolioplecta comptana
Scolioplecta comptana es una especie de polilla de la familia Tortricidae. Está encontrado en Australia,Queensland y en Nuevo Gales del Sur.